# Elekcja 1764

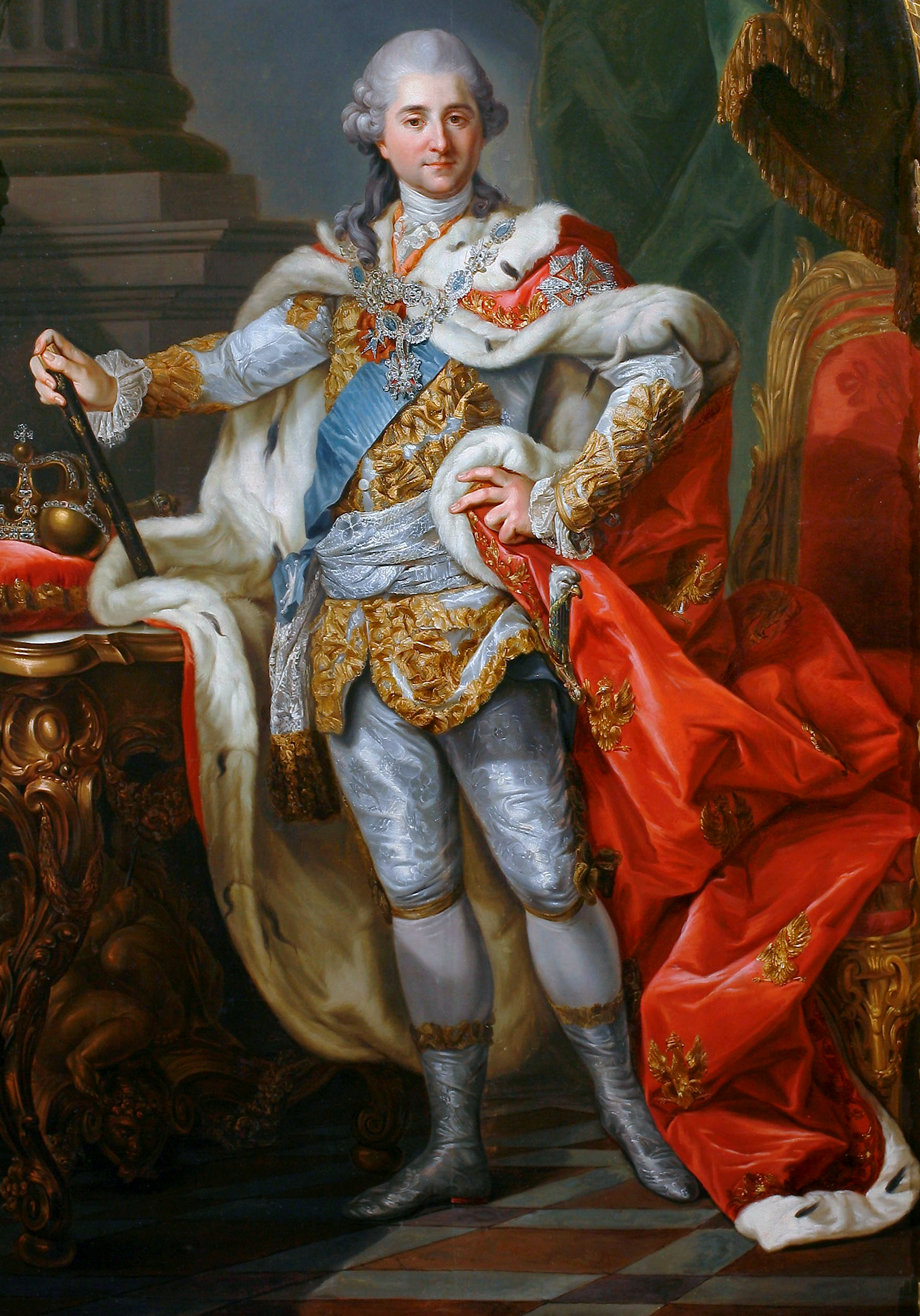
Portret Stanisława Augusta Poniatowskiego w stroju koronacyjnym. Obraz Marcello Bacciarellego z 1768

Elekcja 1764 – ostatnia wolna elekcja w dziejach Rzeczypospolitej Obojga Narodów. Odbyła się ona pod nadzorem wojsk rosyjskich, które utrzymywały porządek w kraju w czasie elekcji. Na sejmie elekcyjnym na króla Polski wybrano Stanisława Augusta Poniatowskiego.

## Czasy saskie
Pod koniec panowania Augusta III Rzeczpospolita była państwem niemalże podzielonym na niezależne magnackie państewka. August III nie interesował się sprawami polskimi, dlatego też sprawami państwa zajmowali się sascy i polscy urzędnicy, którzy nie zawsze kierowali się dobrem państwa. Powszechnym zjawiskiem była defraudacja dóbr królewskich i urzędów. Skarb państwa był pusty, a przez cały okres panowania Augusta III zerwano wszystkie sejmy. Tymczasem, kiedy w Polsce panowała ogólna stagnacja i anarchia, sąsiedzi Polski rośli w siłę – w państwach tych – Rosja, Prusy, Austria – dokonywano reform w duchu absolutyzmu oświeconego. Państwa ościenne były zainteresowane utrzymaniem panującego w Polsce stanu, dlatego też ingerowały w sprawy wewnętrzne kraju. Większość magnaterii i szlachty współpracowała z państwami ościennymi, ponieważ liczyli tylko na powiększanie swoich majątków, często szkodząc Rzeczypospolitej. W czasach saskich Czartoryscy rozpoczęli działania mające na celu zreformowanie niewydolnego systemu ustrojowego.

## Familia
Założycielami stronnictwa Familia byli: Michał Fryderyk Czartoryski i August Aleksander Czartoryski. Familia chciała przeprowadzić reformy państwa w oparciu o sojusz z Rosją. Planowano także wprowadzić unię personalną z Rosją (lata 40. XVIII wieku). W 1763 planowano zdetronizować Augusta III, jednakże król zmarł. W czasie bezkrólewia po śmierci Augusta III doszło do wojny domowej pomiędzy Familią a stronnictwem hetmańskim.

## Sejm konwokacyjny
Sejm konwokacyjny został zwołany za zgodą Katarzyny II pod węzłem konfederacji. W czasie sejmu konwokacyjnego przeprowadzono reformy państwa, m.in.: zniesiono liberum veto w głosowaniu w sprawach skarbowych i wojskowych, wprowadzono zakaz przysięgania posłów na instrukcje poselskie, utworzono odrębne dla Korony i Wielkiego Księstwa Litewskiego, centralne kolegialne urzędy, tj. Komisję Skarbową Koronną, Komisję Skarbową Wielkiego Księstwa Litewskiego, Komisję Wojskową Koronną i Komisję Wojskową Wielkiego Księstwa Litewskiego.

## Kandydaci
- Fryderyk Krystian Wettyn – zrezygnował po tym jak nie otrzymał szerokiego poparcia ze strony sąsiadów Polski
- Stanisław Antoni Poniatowski – popierany przez Familię, cesarzową Katarzynę II i króla Prus Fryderyka II
- Adam Kazimierz Czartoryski – kuzyn I stopnia Stanisława Augusta Poniatowskiego
- Jan Klemens Branicki

## Elekcja

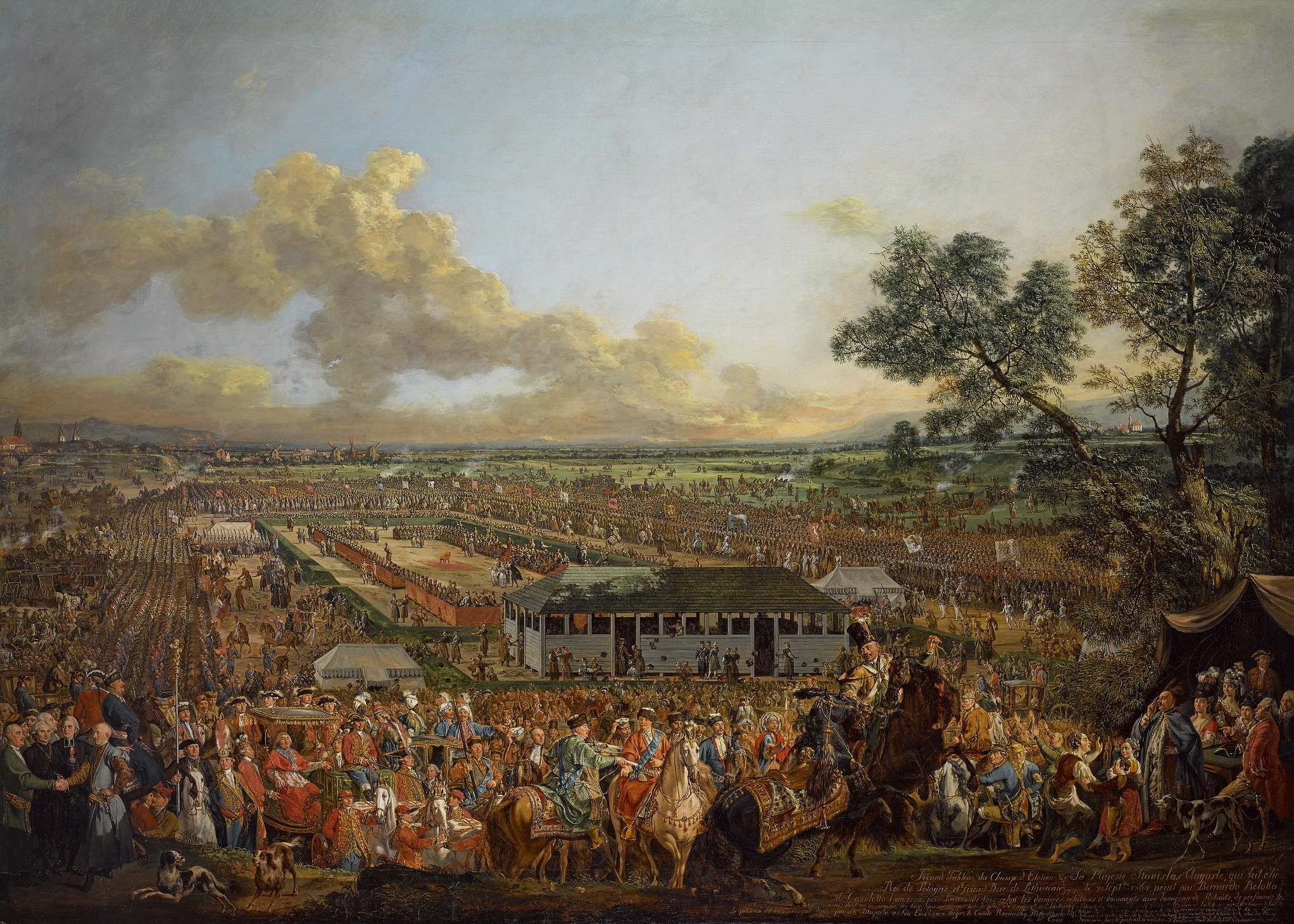
Obraz Elekcja Stanisława Augusta autorstwa Bernarda Bellotta

Elekcja rozpoczęła się na początku września 1764. Największe szanse na wybór mieli kandydaci popierani przez Familię. W ostatniej chwili z ubiegania o koronę wycofał się Adam Kazimierz Czartoryski. Armia rosyjska, zachowując pozory demokracji, wycofała się na odległość 3 kilometrów od wsi Kamień, a porządku podczas elekcji pilnowała milicja Czartoryskich. 6 września 1764 Stanisław Antoni Poniatowski został wybrany na króla Polski i wielkiego księcia litewskiego (otrzymał 5584 głosy). Przyjął on imiona Stanisław II August. Poparcie od cesarzowej Katarzyny II otrzymał ze względów osobistych. Poniatowski budził niechęć wśród szlachty polskiej ze względu na swoje zachowanie oraz ze względu na to że był królem narzuconym. Cesarzowa chciała mieć na tronie polskim osobę uzależnioną od niej, która byłaby wobec niej lojalna.
Odbyty w grudniu sejm koronacyjny zatwierdził reformy sejmu konwokacyjnego i pacta conventa króla Stanisława II Augusta.